# Houghton Conquest
Houghton Conquest – wieś i civil parish w Anglii, w hrabstwie ceremonialnym Bedfordshire, w dystrykcie (unitary authority) Central Bedfordshire. Leży 8 km na południe od centrum miasta Bedford i 67 km na północ od centrum Londynu. W 2011 roku civil parish liczyła 1514 mieszkańców. Houghton Conquest jest wspomniana w Domesday Book (1086) jako Houstone.